# Europese kampioenschappen kunstschaatsen 1907
De Europese Kampioenschappen kunstschaatsen is een jaarlijks terugkerend evenement dat georganiseerd wordt door de Internationale Schaatsunie.
Het dertiende EK kunstschaatsen voor de mannen werd gehouden in de hoofdstad Berlijn van het Duitse Rijk. Het was de derde keer dat het kampioenschap in Berlijn plaatsvond, in 1893 en 1900 vond het EK hier ook plaats. Het was het vijfde kampioenschap dat in Duitsland werd gehouden, in 1891 was Hamburg en in 1905 Bonn gaststad van het kampioenschap.

## Historie
De Duitse en Oostenrijkse schaatsbond, verenigd in de "Deutscher und Österreichischer Eislaufverband", organiseerden zowel het eerste EK Schaatsen voor mannen als het eerste EK Kunstschaatsen voor mannen in 1891 in Hamburg, in toen nog het Duitse Keizerrijk, nog voor het ISU in 1892 werd opgericht. De internationale schaatsbond nam in 1892 de organisatie van het EK kunstschaatsen over. In 1895 werd besloten voortaan het WK kunstschaatsen te organiseren en kwam het EK te vervallen. In 1898, na twee jaar onderbreking, vond toch weer een herstart plaats van het EK kunstschaatsen.
De vrouwen en paren zouden vanaf 1930 jaarlijks om de Europese titel strijden. De ijsdansers streden vanaf 1954 om de Europese titel in het kunstschaatsen.

## Deelname
Er namen zes mannen uit vier landen deel aan dit kampioenschap.
Voor Ulrich Salchow was het zijn zevende deelname aan het kampioenschap. Martin Gordan nam voor de vierde keer deel. Gilbert Fuchs nam voor de derde keer deel. Ernst Herz en Per Thorén namen voor de tweede keer deel. Martinus Lohrdahl was de enige debutant op het EK kunstschaatsen.
| Duitse Keizerrijk (2) Zweden (2) Noorwegen (1) Oostenrijk (1) |

## Medaille verdeling
Ulrich Salchow veroverde zijn zesde Europese titel bij het kunstschaatsen, het was zijn zevende medaille, in 1901 eindigde hij op de derde plaats. Gilbert Fuchs op plaats twee veroverde zijn derde medaille, in 1895 werd hij derde en in 1901 ook tweede. Ernst Herz op plaats drie behaalden zijn tweede medaille, in 1906 werd hij tweede.
| Discipline | Goud           | Zilver        | Brons      |
| ---------- | -------------- | ------------- | ---------- |
| Mannen     | Ulrich Salchow | Gilbert Fuchs | Ernst Herz |

## Uitslagen

### Mannen
| Goud   | Ulrich Salchow (7) | Vlag van Zweden            | 6  |
| Zilver | Gilbert Fuchs (3)  | Vlag van Duitse Keizerrijk | 10 |
| Brons  | Ernst Herz (2)     |                            | 14 |
| 4      | Per Thorén (2)     | Vlag van Zweden            | 20 |
| 5      | Martinus Lohrdahl  | Vlag van Noorwegen         | 25 |
| 6      | Martin Gordan (4)  | Vlag van Duitse Keizerrijk | 30 |

Medaillewinnaars

Mannen · 
Vrouwen ·
Paren · 
IJsdansen

Toernooi

1891 · 
1892 · 
1893 · 
1894 · 
1895 · 
1896-1897 · 
1898 · 
1899 · 
1900 · 
1901 · 
1902-1903 · 
1904 · 
1905 · 
1906 · 
1907 · 
1908 · 
1909 · 
1910 · 
1911 · 
1912 · 
1913 · 
1914 · 
1915-1921 · 
1922 · 
1923 · 
1924 · 
1925 · 
1926 · 
1927 · 
1928 · 
1929 · 
1930 · 
1931 · 
1932 · 
1933 · 
1934 · 
1935 · 
1936 · 
1937 · 
1938 · 
1939 ·
1940-1946 · 
1947 · 
1948 · 
1949 · 
1950 · 
1951 · 
1952 · 
1953 · 
1954 · 
1955 · 
1956 · 
1957 · 
1958 · 
1959 · 
1960 · 
1961 · 
1962 · 
1963 · 
1964 · 
1965 · 
1966 · 
1967 · 
1968 · 
1969 · 
1970 · 
1971 · 
1972 · 
1973 · 
1974 · 
1975 · 
1976 · 
1977 · 
1978 · 
1979 · 
1980 · 
1981 · 
1982 · 
1983 · 
1984 · 
1985 · 
1986 · 
1987 · 
1988 · 
1989 · 
1990 · 
1991 · 
1992 · 
1993 · 
1994 · 
1995 ·
1996 · 
1997 · 
1998 · 
1999 · 
2000 · 
2001 · 
2002 · 
2003 · 
2004 · 
2005 · 
2006 ·
2007 ·
2008 ·
2009 ·
2010 ·
2011 ·
2012 ·
2013 ·
2014 ·
2015 ·
2016 ·
2017 ·
2018 ·
2019 ·
2020 ·
2021 · 
2022 · 
2023 · 
2024 · 
2025

WK kunstschaatsen ·
WK kunstschaatsen junioren ·
Viercontinentenkampioenschap ·
Olympische Spelen